# Musée de la main
Le Musée de la main UNIL-CHUV est situé au cœur du Centre hospitalier universitaire vaudois (CHUV) à Lausanne, en Suisse. 
Le Musée de la main travaille en partenariat avec le Centre hospitalier universitaire de Lausanne (CHUV), l'Université de Lausanne (UNIL) et École polytechnique fédérale de Lausanne (EPFL). De nombreuses autres institutions soutiennent le musée, en fonction des thèmes d'exposition choisis.

## Fondateur
Le professeur Claude Verdan, médecin, spécialiste de la chirurgie réparatrice de la main, chef de service de la Policlinique chirurgicale universitaire jusqu'en 1980 et fondateur de la Clinique de Longeraie en 1946, a développé une réflexion sur l'importance de la main dans l'évolution et le "succès" de notre espèce[réf. souhaitée]. En 1981, Il crée une fondation en faveur du Musée de la main. Les objets qu'il a rassemblés, tous en rapport avec la Main, ainsi que ses réflexions ont fait l'objet d'un livre : La Main cet univers.

## Expositions
Depuis son ouverture en 1997, il promeut la culture scientifique et médicale auprès du grand public. Il propose des expositions thématiques et interactives contribuant ainsi de manière dynamique et inventive à la compréhension de la science et de la médecine.
Les thèmes choisis se situent toujours au carrefour des sciences, de la médecine, des biotechnologies, de l'histoire, des arts et de la société.
Par exemple en 2017 le musée propose d'explorer notre conscience par l'exposition «Dans la tête».
Une exposition sur les micro-organismes "Invisibles. La vie cachée des microbes" est proposée du 28 juin au 30 janvier 2024.